# Katie Duncan
Katie Cherie Duncan (* 1. Februar 1988 in Cambridge als Katie Cherie Hoyle) ist eine ehemalige neuseeländische Fußballnationalspielerin, die von 2015 bis 2016 in der Schweiz für FC Zürich Frauen spielte.

## Karriere

### Verein
Katie begann ihre Fußballkarriere bei den Claudeland Rovers und wechselte anschließend im Sommer 2007 zu Lynn Avon United. 2011 spielte sie zunächst bei den Glenfield Rovers und wechselte nach der WM 2011 zum SC 07 Bad Neuenahr in die Frauenfussball-Bundesliga. Im Sommer 2012 studierte sie an der University of Waikato und spielte für deren Athletics Mannschaft. In der Saison 2013/14 spielt sie für den Melbourne Victory FC. Im Januar 2014 kündigte sie den Wechsel zum englischen Fußballverein Notts County LFC an. Von 2015 bis 2016 spielte sie in der Schweizer ersten Liga für FC Zürich Frauen und wurde dort zweimal Meister und Pokalsieger. In der Saison 2015/16 kam sie in zwei Spielen im Sechzehntelfinale der UEFA Women’s Champions League gegen Lillestrøm SK Kvinner zum Einsatz. Nachdem das Hinspiel in Lillestrøm mit 0:1 verloren wurde, konnten die Züricherinnen zwar im Rückspiel zunächst ein 1:0 nach 90 Minuten erreichen, mussten dann aber in der Verlängerung noch den Ausgleich hinnehmen und schieden dadurch aus. Im Mai 2016 beendete sie ihr Engagement in Zürich um sich mit der Nationalmannschaft auf die Olympischen Spiele vorzubereiten.

### International
Katie vertrat ihr Heimatland bei der U-20-Fußball-Weltmeisterschaft der Frauen 2008 in Chile.
Ihr A-Länderspiel-Debüt gab sie bei der 0:3-Niederlage gegen die Chinesische Fußballnationalmannschaft der Frauen am 14. November 2006. Sie präsentierte die Neuseeländische Fußballnationalmannschaft der Frauen bei der Fußball-Weltmeisterschaft der Frauen 2007 in China. und stand 2008 im neuseeländischen Kader für die Olympischen Sommerspiele 2008 in Peking. Ihr bislang einziges A-Länderspieltor erzielte sie am 1. Oktober 2010 beim 10:0-Sieg über die Cook-Inseln im Oceanic Women Nations Cup. Sie stand im Kader für die Fußball-Weltmeisterschaft der Frauen 2011 und kam im ersten Spiel gegen Japan zum Einsatz.
Am 5. März 2015 machte sie beim 0:0 gegen Spanien als dritte Neuseeländerin ihr 100. Länderspiel.
Sie gehörte auch zum Kader für die WM 2015 und wurde in den drei Spielen eingesetzt nach denen ihre Mannschaft ausschied.
Im Juli 2016 wurde sie in das Aufgebot für die Olympischen Spiele 2016 aufgenommen. Sie wurde in den drei Gruppenspielen eingesetzt nach denen Neuseeland ausschied. Nach den Spielen beendete sie ihre Karriere.
Anfang 2019 überredete sie der neue Nationaltrainer Tom Sermanni zu einem Comeback. Sie kam dann auch beim Cup of Nations und dem offiziellen Spiel gegen Norwegen zum Einsatz.
Am 29. April wurde sie für die WM in Frankreich nominiert.
Mit 124 Spielen hat sie die fünftmeisten Spiele für Neuseeland bestritten (Stand: 23. Mai 2019).

## Erfolge
- Ozeanienmeister: 2007, 2010 und 2014
- Schweizer Meister 2015 und 2016 mit FC Zürich Frauen
- Schweizer Pokalsieger 2015 und 2016 mit FC Zürich Frauen

## Privates
Duncan ist mit der neuseeländischen Fußballspielerin Priscilla Duncan verheiratet. Am 31. Januar 2015 nahm sie den Nachnamen ihrer Lebenspartnerin Priscilla Duncan an.